# Grönwohld
Grönwohld er en kommune og by i det nordlige Tyskland, beliggende i Amt Trittau under Kreis Stormarn. Kreis Stormarn ligger i den sydøstlige del af delstaten Slesvig-Holsten.

## Geografi
Grönwohld ligger omkring 18 kilometer syd for Bad Oldesloe og ca. 26 kilometer nordøst for Hamborg. Bundesstraße 404 (Kiel–Lauenburg) går gennem kommunen. Fra 1887 til 1976 havde Grönwohld jernbanestation på linjen Schwarzenbek–Bad Oldesloe.